# Catedral de Santa Sofia de Kiev
A Catedral de Santa Sofia de Quieve (em ucraniano: Собор Святої Софії/Софійський собор; romaniz.: Sobor Sviatoyi Sofiyi/Sofiys’kyi sobor; em russo: Собор Святой Софии/Софийский собор; romaniz.: Sobor Svyatoi Sofii/Sofiyskiy sobor) é um monumento arquitetônico sobressalente da Rússia de Quieve. Hoje em dia, é um dos monumentos mais conhecidos da cidade e o primeiro patrimônio ucraniano inscrito da Lista do Patrimônio Mundial da UNESCO. O complexo da catedral é o principal componente do Santuário Nacional Sofia de Quieve a instituição estatal responsável da conservação do complexo catedralício junto com outros monumentos históricos da cidade.